# Heterosternuta
Heterosternuta es un género de coleópteros adéfagos  perteneciente a la familia Dytiscidae. 

## Especies
- Heterosternuta allegheniana	(Matta & Wolfe 1979)
- Heterosternuta alleghenianus	(Matta & Wolfe 1979)
- Heterosternuta cocheconis	(Fall)
- Heterosternuta diversicornis	(Sharp)
- Heterosternuta laeta	(Leech 1948)
- Heterosternuta laetus	(Leech 1948)
- Heterosternuta ouachita	(Matta & Wolfe 1979)
- Heterosternuta ouachitus	(Matta & Wolfe 1979)
- Heterosternuta phoebeae	Wolfe & Harp 2003
- Heterosternuta pulcher	(LeConte 1855)
- Heterosternuta pulchra	(LeConte 1855)
- Heterosternuta sulphuria	(Matta & Wolfe 1979)
- Heterosternuta sulphurius	(Matta & Wolfe 1979)
- Heterosternuta wickhami	Zaitzev